# Ford Explorer (2024)
De Ford Explorer is een volledig elektrisch aangedreven vijfdeurs SUV van de Amerikaanse autofabrikant Ford die geproduceerd wordt door zijn Europese divisie. De auto wordt geproduceerd in de Ford-fabriek in Keulen en voornamelijk in Europa op de markt gebracht. Hij is gebaseerd op het Volkswagen Group MEB-platform en maakt gebruik van door Volkswagen geleverde accu's. De auto deelt zijn naam en ontwerpkenmerken met de grotere Amerikaanse SUV.

## Geschiedenis
Eind maart 2023 onthulde Ford de nieuwe Explorer, die zich tussen de Puma en de Mustang Mach-E positioneert en een van de elektrische automodellen van het merk is die in 2024 op de markt kwamen. Het voertuig werd ontwikkeld na de samenwerkingsovereenkomst met Volkswagen in 2019 en maakt gebruik van het elektrische MEB-platform.

## Ontwerp
De Explorer deelt zijn platform met de VW ID.4 en ID.5, die op hun beurt technisch verwant zijn aan de Škoda Enyaq en de Audi Q4 e-tron. Een ander Ford-model op dit platform is de Capri, die in juli 2024 werd geïntroduceerd. Elektromotoren zijn verkrijgbaar in vier vermogensniveaus. De versies met achterwielaandrijving leveren vermogens tussen 125 kW (170 pk) en 210 kW (286 pk). Een versie met vierwielaandrijving wordt aangedreven door één elektromotor per as, goed voor een totaal vermogen van 250 kW (340 pk). De kofferbak heeft een inhoud van 450 liter of 1400 liter met de achterbank neergeklapt. De Explorer scoorde vijf sterren op de Euro NCAP-tests.

## Fotogalerij

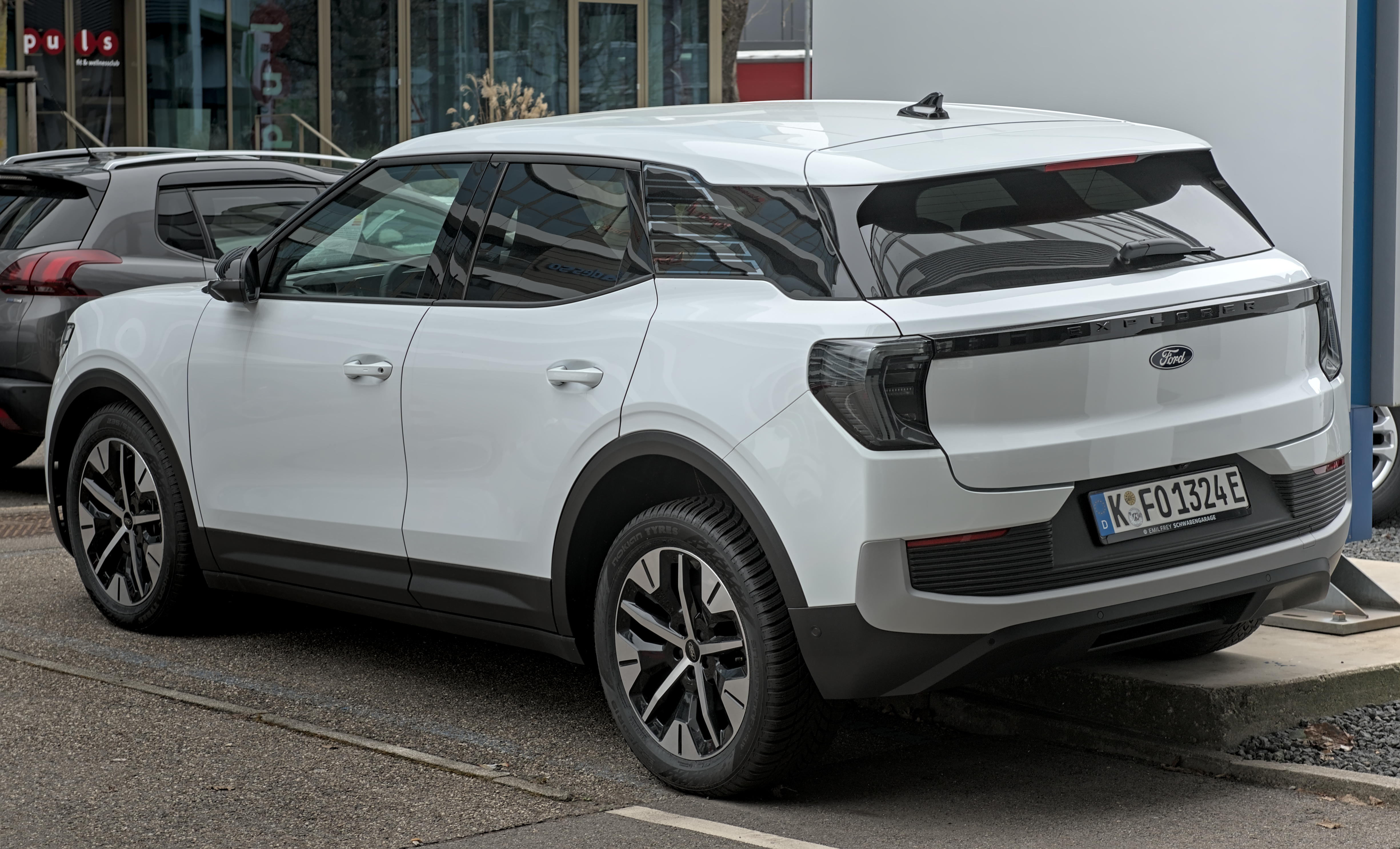
Achteraanzicht
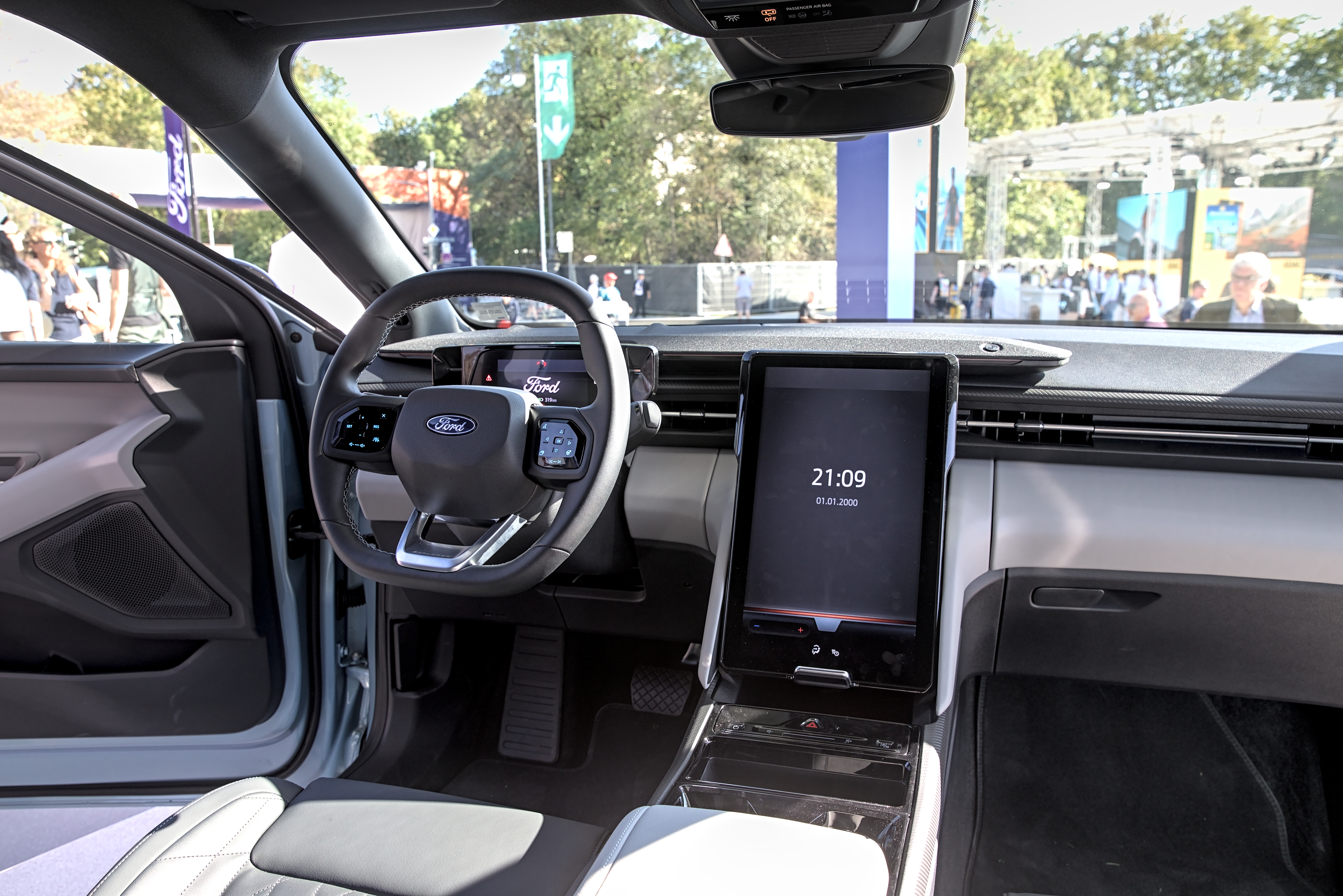
Interieur
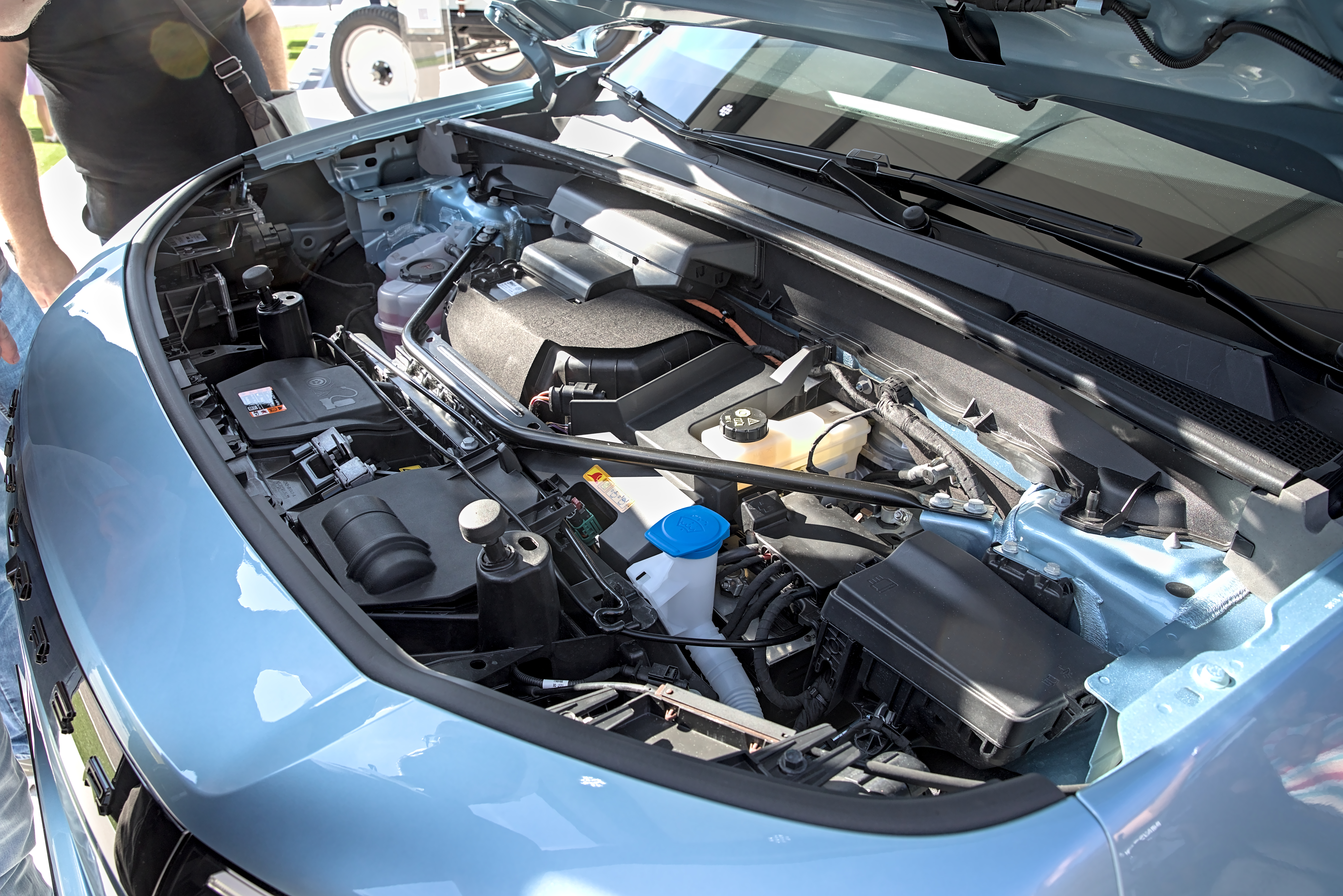
Motorcompartiment

## Specificaties
| Type                           | Motor               | Vermogen        | Koppel       | Aandrijving           | Gewicht      | 0–100 km/u | Topsnelheid | Jaartal         |
| ------------------------------ | ------------------- | --------------- | ------------ | --------------------- | ------------ | ---------- | ----------- | --------------- |
| Standard Range                 | elektromotor        | 125 kW (170 pk) | 310 Nm       | achterwielaandrijving | 1908–1920 kg | 8,7 s      | 160 km/u    | 10/2024 - heden |
| Extended Range Limited Edition | elektromotor        | 150 kW (204 pk) | 310 Nm       | achterwielaandrijving | 2080 kg      | 8,5 s      | 160 km/u    | 6/2024 - heden  |
| Extended Range                 | elektromotor        | 210 kW (286 pk) | 545 Nm       | achterwielaandrijving | 2090–2109 kg | 6,4 s      | 180 km/u    | 6/2024 - heden  |
| Extended Range AWD             | twee elektromotoren | 250 kW (340 pk) | 134 + 545 Nm | vierwielaandrijving   | 2167–2179 kg | 5,3 s      | 180 km/u    | 6/2024 - heden  |